# Ken Baily
Kenneth Henry Highett Baily (ur. 8 sierpnia 1911 w Bournemouth, zm. 10 grudnia 1993 tamże) – angielski lekkoatleta, znany kibic piłkarskiej reprezentacji Anglii.

## Życiorys
Ken Baily urodził się w Bournemouth i w młodości uprawiał lekkoatletykę, także kibicował lokalnej drużynie AFC Bournemouth.
Przez wiele lat znajdował się w Księdze rekordów Guinnessa za najdłuższy przebyty dystans. Otóż w 1939 roku w sztafecie wraz z Douglasem Bradym, Johnnym Harrisem i Noelem Griffinem przebiegli wokół statku SS Brema pokonując 997 mil w 6 dni. Mężczyźni chcieli poinformować prezydenta Stanów Zjednoczonych – Franklina Delano Roosevelta o planowanej przez III Rzeszę wojnie i zarazem prosić o reakcję Roosevelta w tej sprawie. Ponieważ ich apele nic nie pomogły, wrócili do Anglii 29 sierpnia 1939 roku, na trzy dni przed rozpoczęciem II wojny światowej.
Był w sztafecie olimpijskiej, która niosła znicz olimpijski na stadionie Wembley w Londynie podczas ceremonii otwarcia letnich igrzysk olimpijskich 1948. Uczestniczył w wielu zawodach sportowych na świecie. Znakiem rozpoznawczym Kena Baily'ego był cylinder z brytyjską flagą oraz marynarka (najczęściej czerwona) z koszulą flagi brytyjskiej. Po raz pierwszy w swoim słynnym stroju zaprezentował się podczas mistrzostw świata 1966 w Anglii, na których reprezentacja Anglii zdobyła tytuł mistrza świata po wygranej w finale 4:2 z reprezentacją RFN. Wspierał również angielską reprezentację na następnych mistrzostwach świata m.in. na mundial 1970 w Meksyku, mundial 1982 w Hiszpanii, a także kibicował angielskie drużyny narodowe innych dyscyplin m.in.: drużynę rugby. Ostatnią wielką imprezą sportową z udziałem Baily'ego były letnie igrzyska olimpijskie 1992 w Barcelonie.

## Śmierć
Ken Baily zmarł na raka 10 grudnia 1993 roku w domu opieki w rodzinnym Bournemouth w wieku 82 lat.